# Estação Carandiru (livro)
Estação Carandiru (1999) é um livro do médico oncologista, professor e escritor Drauzio Varella.
No best-seller, o autor conta sua experiência como médico voluntário, a partir de 1989, na Casa de Detenção de São Paulo, onde realiza atendimento em saúde, especialmente na prevenção da AIDS. Conta o que ouviu dos presos ou o que presenciou e termina com um relato do massacre de 1992, quando foram assassinados cento e onze detentos no "Pavilhão 9". O autor registra que, segundo os presos, foram mais de "...250 mortos, contados os que saíram feridos e nunca retornaram".
Editado pela Companhia das Letras, o livro é considerado um dos maiores fenômenos editoriais brasileiros, com mais de 460 mil exemplares vendidos e Prêmio Jabuti 2000 de Livro do Ano de não ficção. Foi adaptado para o cinema com o filme Carandiru.